# Латинска Европа
Латинска Европа е условно терминологично понятие в исторически план за обозначаване на онези територии в Европа, на които се говорят романски езици или са били под римска власт и въздействие на римската култура, респективно на Католическата църква.
В географски план това е територията на Южна Европа. В тесен смисъл това са пет страни - Италия, Испания, Португалия, Румъния и Франция, която обаче географски спада към Западна Европа. Терминът се употребява от някои автори като Руджелио Перез-Пердомо и Лоурънс Фридман.

## Галерия
- Латинска Европа
- Римската империя
- Южна Европа